# Милян Милянич
Ми́лян Ми́лянич (серб. Миљан Миљанић / Miljan Miljanić; 4 травня 1930, Бітоль — 13 січня 2012, Белград) — колишній югославський футболіст, футбольний тренер та функціонер.

## Біографія
Після нетривалої кар'єри гравця в «Црвені Звезді» Милянич очолив белградську команду і виграв з нею 10 національних першостей.
У 1965–1966, 1973–1974 та 1979–1982 тренував збірну Югославії, з якою виходив на чемпіонати світу 1974 і 1982 років.
З 1974 по 1977 рік тренував мадридський «Реал», і в 1975 році привів його до золотого дублю — перемогам в чемпіонаті і кубку Іспанії.
Після цього Милян тренував «Валенсію» у сезоні 1982/83 року, проте був звільнений з посади за невдовільні результати ― за підсумками сезону клуб посів рятівне 15-те місце, останнє перед зоною вильоту.
Тренерська кар'єра Міляна закінчилася на Близькому Сході ― з 1983 року він працював у кувейтській «Аль-Кадісії» та катарському «Аль-Айні», після чого завершив тренерську кар'єру.
З 1993 по 2001 рік керував футбольною асоціацією Югославії, після чого вийшов на пенсію.
Помер 13 січня 2012 після тривалої і тяжкої хвороби. Похований у Белграді.

## Досягнення

### Командні

#### Як гравець
- Чемпіон Югославії: 1966

#### Як тренер
- Чемпіон Югославії: 1968, 1969, 1970, 1973
- Володар кубка Югославії: 1968, 1970, 1971
- Володар кубка Мітропи: 1968
- Чемпіон Іспанії: 1975, 1976
- Володар кубка Іспанії: 1975
- Орден «За заслуги в футболі Колишньої Югославії»: 13 грудня 2005 року[3]
- Тренер року в Іспанії: 1976[4]

### Індивідуальні
- Орден «За заслуги» (ФІФА): 2002[5]